# Tanumshede
Tanumshede ( PRONÚNCIA) é uma pequena cidade sueca da província da Bohuslän, na região histórica da Gotalândia, situada no Sul do país. 
É a sede do município de Tanum, pertencente ao condado da Västra Götaland.
Tem 2.7 quilômetros quadrados e segundo censo de 2018, havia 1 957 habitantes.
Está localizada a 55 km a noroeste da cidade de Uddevalla, e sensivelmente à mesma distância de Gotemburgo e Oslo (Noruega).

## Comunicações
A estrada europeia E6 passa a pouca distância a leste da cidade, ligando-a a Oslo, Gotemburgo e Copenhaga.
A linha férrea de Bohus passa pela estação Tanus station, a 2 km a oeste, conectando-a com Strömstad, Uddevalla e Gotemburgo.                                                                                                

## Património turístico
Alguns pontos turísticos mais procurados atualmente são:

- Museu de Vitlycke (Vitlycke museum) – Museu informativo sobre as gravuras rupestres de Vitlycke
- Museu das Gravuras Rupestres de Tanum (Tanums hällristningsmuseum) – Museu informativo sobre as gravuras rupestres da região de Tanum

Tanumshede
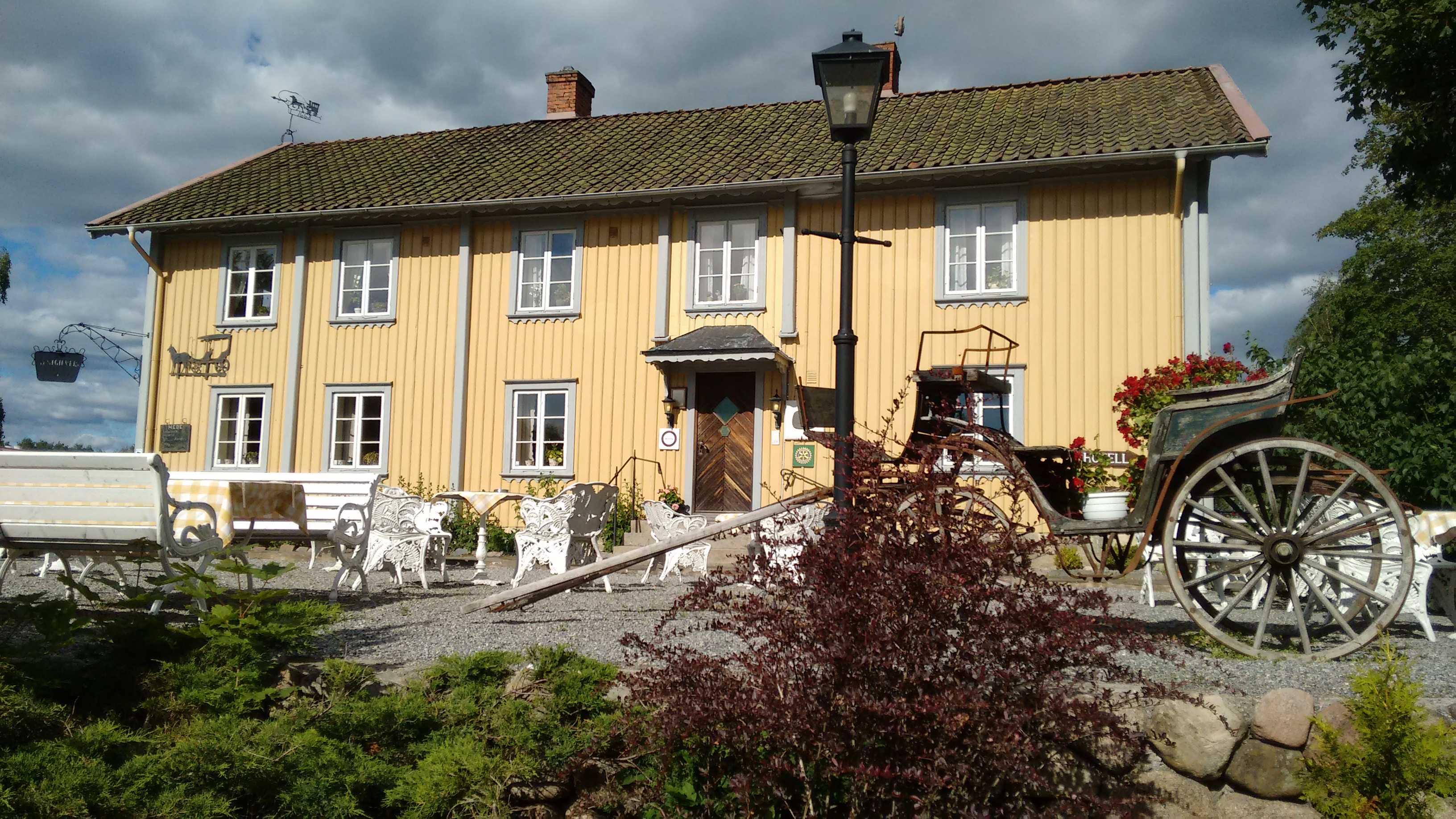
A pensão de Tanum (Tanums Gestgifveri)
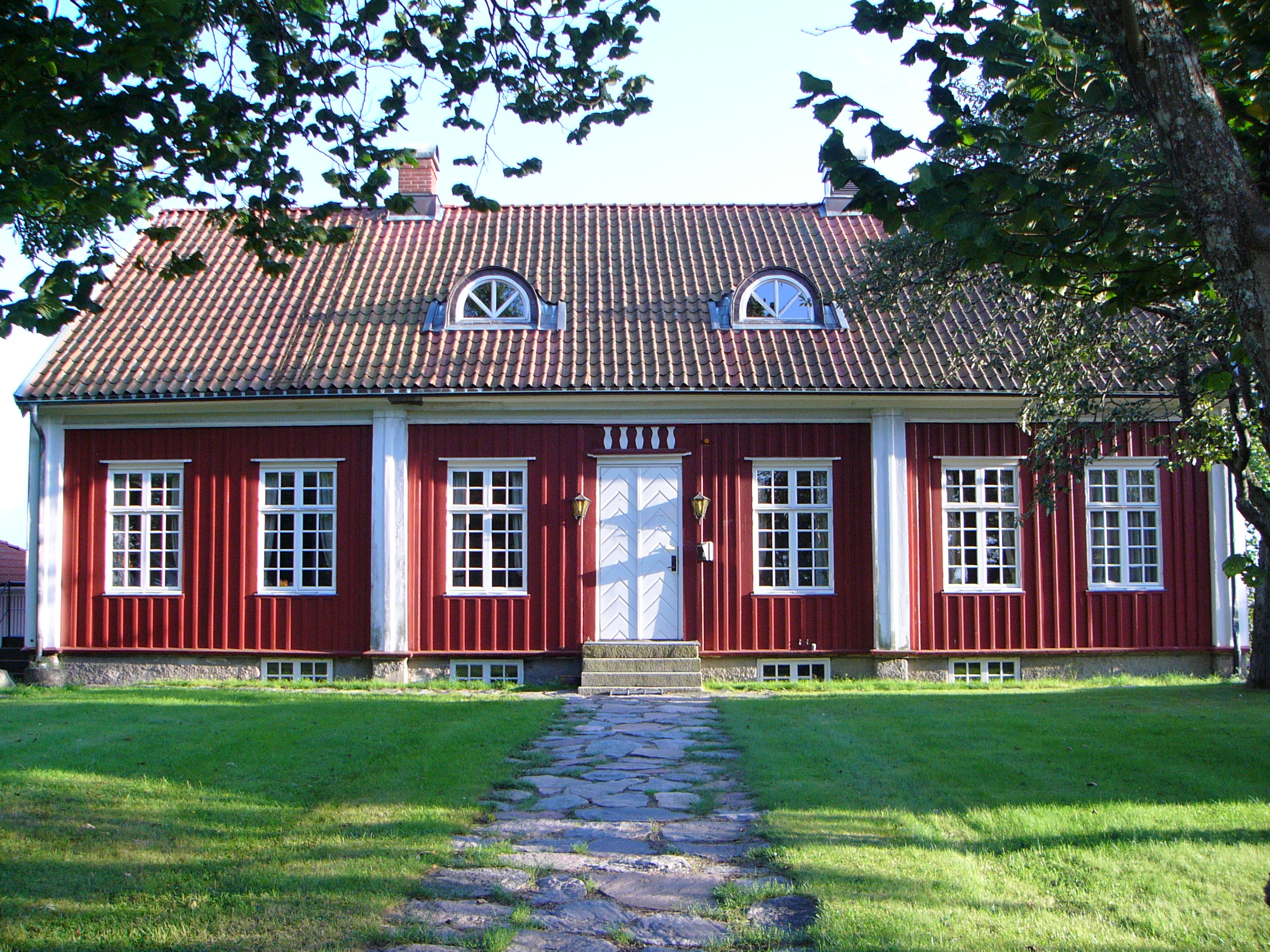
O antigo tribunal de Tanum
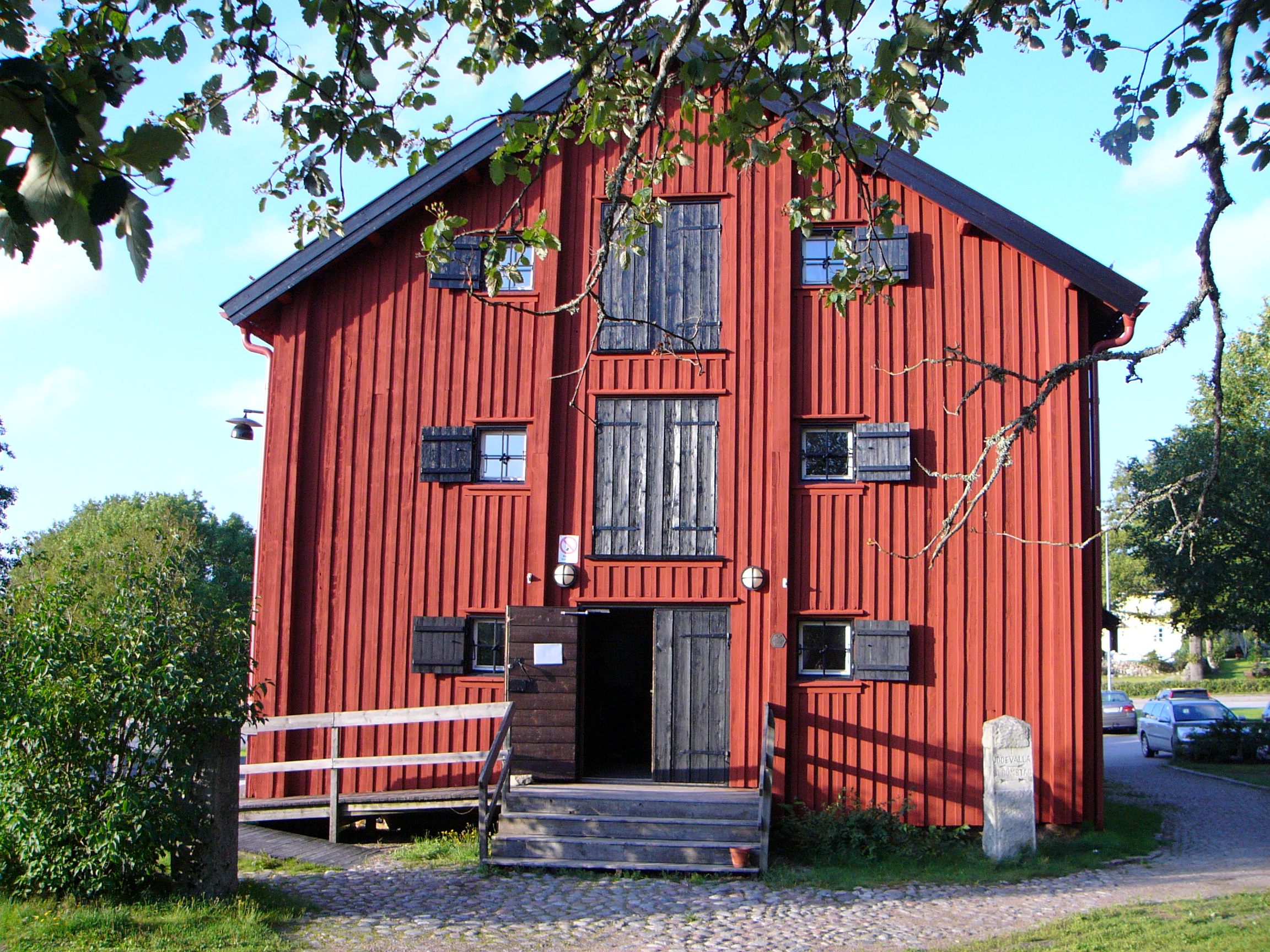
O antigo armazém de Tanum
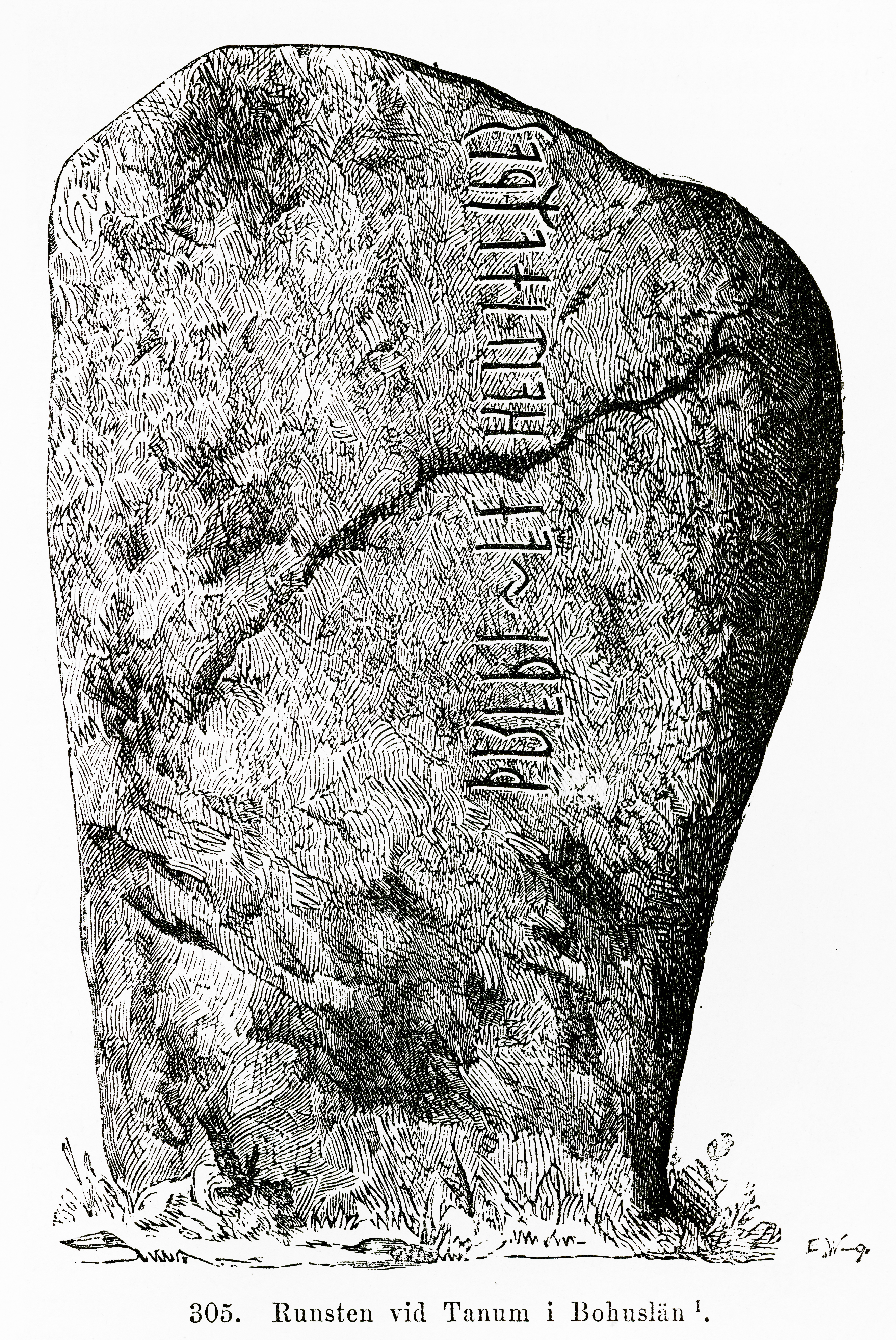
A pedra rúnica de Kalleby
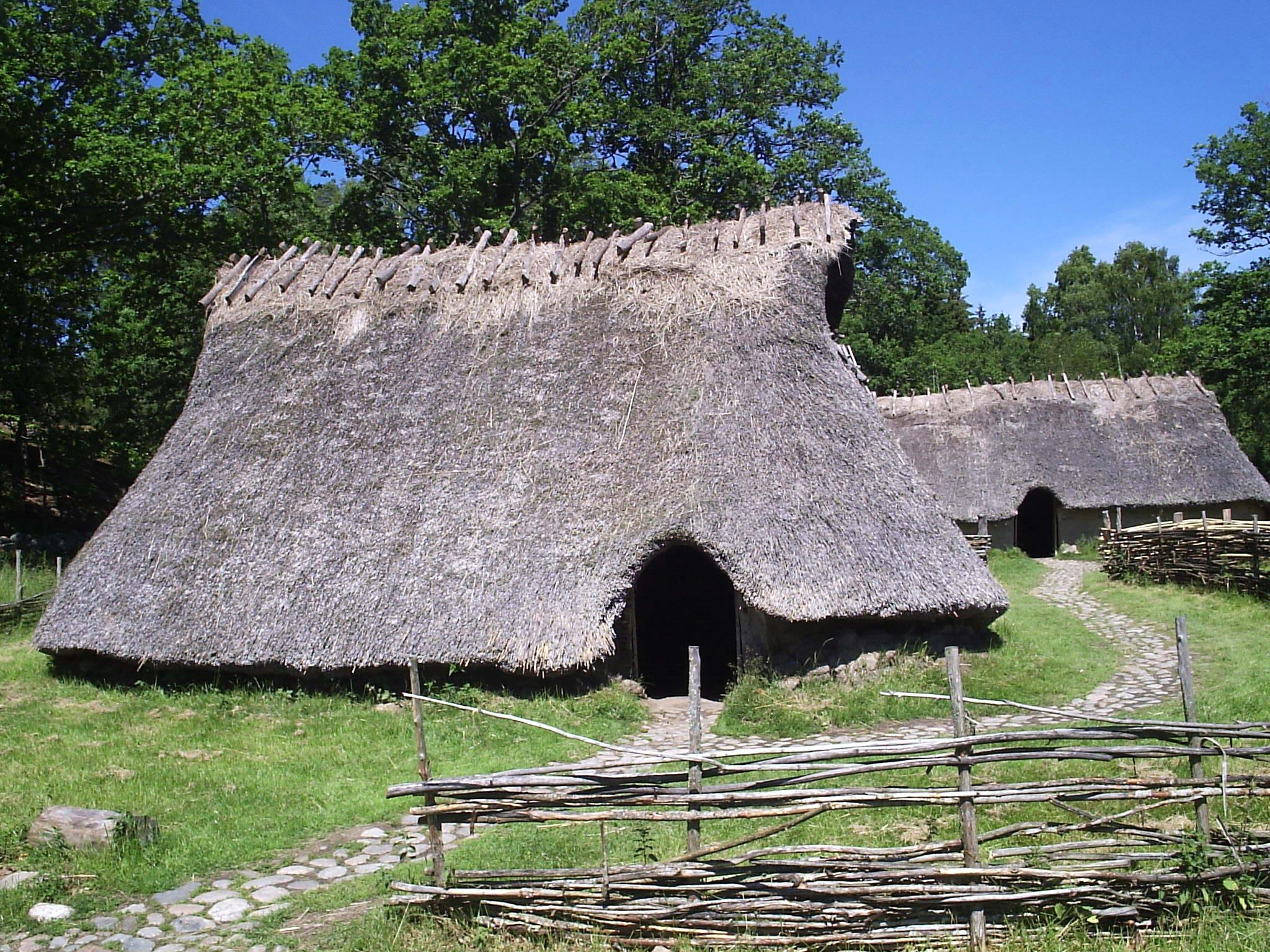
Casas da Idade do Bronze (reconstrução)
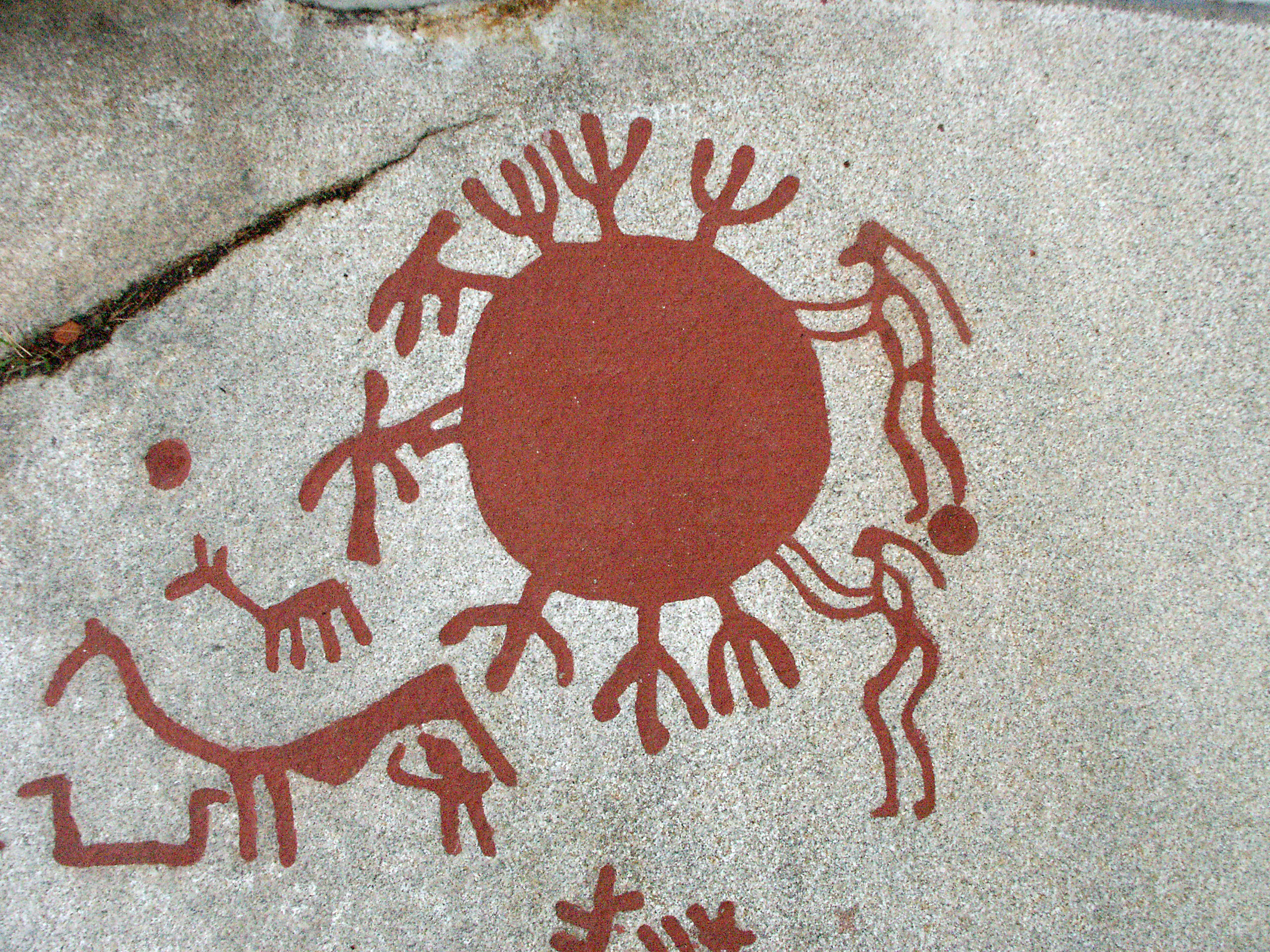
Gravura rupestre da Idade do Bronze em Aspberget